# Vicente Atencio
Vicente Atencio Cortéz (Valparaíso, 16 de septiembre de 1929-Santiago, c. 11 de agosto de 1976) fue un obrero, político y dirigente sindical chileno.

## Familia y estudios
Realizó sus primeros estudios en la Escuela Superior "Pedro de Valdivia" de Valparaíso. Al finalizar su etapa escolar, trabajó como obrero de la construcción. 
Perteneció al Sindicato de la Construcción de Arica y participó del Consejo Departamental de la CUT de la misma ciudad, llegando a ser presidente provincial de Arica. 

## Carrera política
En 1957 se adhirió al Partido Comunista, donde ocupó desde 1958, los cargos de dirigente regional en Arica y miembro del Comité Central del partido. 
En 1963 fue elegido regidor por Arica, ejerciendo hasta 1966, siendo luego reelecto en 1967, por un año. Ese mismo año asumió como alcalde de la misma comuna, desempeño el cargo hasta 1968. 

### Labor parlamentaria
En 1969 resultó elegido Diputado por la agrupación departamental de Arica, Iquique y Pisagua (1969-1973). En este período legislativo integró las Comisiones de Gobierno Interior, de Vivienda y de Minería.
Formó parte de la Comisión Investigadora de intervenciones parlamentarias en concesión de créditos del Banco del Estado entre 1969 y 1970.
En 1973 fue reelecto para el período (1973-1977), en el breve lapso antes del Golpe de Estado del 11 de septiembre de 1973, participó de la Comisión de Gobierno Interior. Sin embargo, su carrera parlamentaria se vio interrumpida por los lamentables hechos de aquel 11 de septiembre y la consecuente disolución del Congreso Nacional (D.L. 27 del 21 de septiembre de 1973).

## Persecución y muerte
El 11 de septiembre de 1973, día del golpe militar, se encontraba en la ciudad de Santiago, lugar desde comenzó su actividad política en contra de la dictadura militar. Luego de su desaparición el 11 de agosto de 1976, sus restos fueron encontrados 17 años después, el 21 de marzo de 1990 en una fosa clandestina en el fundo "Las Tórtolas" de Colina, ex-recinto del Ejército de Chile, siendo sepultado el 19 de junio del mismo año en el Cementerio General.
Posterior a su muerte, la población donde vivió en Arica, que nació como un campamento denominado informalmente El Hoyo y más tarde Pueblo Hundido, y que ayudó a construir con sus propias manos, fue rebautizada como población Vicente Atencio Cortéz.

## Historia electoral

### Elecciones parlamentarias de 1969
- Elecciones parlamentarias de 1969 para la 2ª Agrupación Departamental, Arica, Iquique y Pisagua.[2]

| Candidato                   | Partido | Votos  | Resultado |
| --------------------------- | ------- | ------ | --------- |
| Bernardino Guerra Cofré     | PN      | 7283   | Diputado  |
| Antonio Encina de la Torre  | PN      | 1948   |           |
| Arturo Carvajal Acuña       | PCCh    | 6664   | Diputado  |
| Vicente Atencio Cortéz      | PCCh    | 8729   | Diputado  |
| Eliana Ahumada Traslaviña   | PCCh    | 1170   |           |
| Herminio Tamayo Tamayo      | PADENA  | 277    |           |
| Amador Marchant Montecinos  | PADENA  | 111    |           |
| Roberto Oróstegui Maldonado | PADENA  | 70     |           |
| Oscar Núñez Bravo           | USOPO   | 1208   |           |
| Romelio Jiménez Fajardo     | USOPO   | 620    |           |
| Rigoberto Soto Gómez        | USOPO   | 243    |           |
| Juan Checura Jeria          | PR      | 2099   |           |
| Juan Papic Ramos            | PR      | 1705   |           |
| José Segura Pérez           | PR      | 1075   |           |
| Adolfo Arenas Córdova       | PR      | 798    |           |
| Lionel Valcarce Rocco       | PS      | 1408   |           |
| José Godoy Cuevas           | PS      | 83     |           |
| Rigoberto Pizarro Prado     | PS      | 311    |           |
| Alejandro Valencia Joo      | PS      | 233    |           |
| Samuel Astorga Jorquera     | PDC     | 5096   |           |
| Humberto Palza Corvacho     | PDC     | 6663   | Diputado  |
| Enrique Rogers Sotomayor    | PDC     | 1012   |           |
| Luis Ortega Subercaseaux    | PDC     | 1214   |           |
| Total de votos válidos      |         | 51 915 |           |

### Elecciones parlamentarias de 1973
- Elecciones parlamentarias de 1973 para la 2ª Agrupación Departamental, Arica, Iquique y Pisagua[2]

| Candidato                                 | Pacto               | Partido             | Votos  | %      | Resultado |
| ----------------------------------------- | ------------------- | ------------------- | ------ | ------ | --------- |
| Bernardino Guerra Cofré                   | CODE                | PN                  | 9605   | 12,84  | Diputado  |
| Alberto Koch Sologuren                    | CODE                | PN                  | 7067   | 9,46   |           |
| Humberto Palza Corvacho                   | CODE                | PDC                 | 13 429 | 17,95  | Diputado  |
| Samuel Astorga Jorquera                   | CODE                | PDC                 | 6911   | 9,24   |           |
| Votos lista                               | CODE                | CODE                | 449    | 449    | 449       |
| Orel Viciani Escker                       | UP                  | PCCh                | 16 452 | 22.00  | Diputado  |
| Eduardo Long Alessandri                   | UP                  | PS                  | 7915   | 10,59  |           |
| Vicente Atencio Cortés                    | UP                  | PC                  | 9875   | 13.21  | Diputado  |
| Tomislav Giustinianovic Navarrete         | UP                  | PR                  | 2985   | 3,99   |           |
| Votos Lista                               | UP                  | UP                  | 510    | 510    | 510       |
| Otto Koch González                        | USOPO               | USOPO               | 334    | 0,45   |           |
| Santiago Salinas Muñoz                    | USOPO               | USOPO               | 68     | 0,09   |           |
| Modesto Letelier Palma                    | USOPO               | USOPO               | 81     | 0,11   |           |
| Guillermo Zagal Díaz                      | USOPO               | USOPO               | 52     | 0,07   |           |
| Votos lista                               | USOPO               | USOPO               | 31     | 31     | 31        |
| Total votos válidos                       | Total votos válidos | Total votos válidos | 75 769 | 75 769 | 75 769    |
| Fuente: Dirección del Registro Electoral. |                     |                     |        |        |           |